# Pacte d'Ostende
Pour les articles homonymes, voir Ostende (homonymie).
Face au mécontement général envers le régime monarchique d'Isabelle II, les progressistes, parmi lesquels on peut distinguer Prim et Sagasta et les démocrates signèrent en août 1866 le Pacte d'Ostende  contre Isabelle II, auquel s'unirent les partisans de l'Union libérale, comme Serrano. Le but de ce pacte était de renverser la reine, totalement déconsidérée à cause de sa vie privée scandaleuse, et d'établir le suffrage universel.
La forme de gouvernement (monarchie ou république) serait déterminée ultérieurement par les Cortès.
Ce fut la phase préliminaire à la Révolution de 1868, la Gloriosa, qui mit fin à la monarchie d'Isabelle II, obligée à s'exiler en France, et le début de la période dénommée le Sexenio Democrático, qui se prolongea jusqu'en décembre 1874.

## Source
- (es) Cet article est partiellement ou en totalité issu de l’article de Wikipédia en espagnol intitulé « Pacto de Ostende » (voir la liste des auteurs).